# David Carradine
Pour les autres membres de la famille, voir Famille Carradine.
Ne doit pas être confondu avec David Cannadine.
John Arthur Carradine, dit David Carradine [ˈdeɪvɪd ˈkɛɹədiːn], né le 8 décembre 1936 à Hollywood (Los Angeles, Californie) et mort dans la nuit du 3 au 4 juin 2009 à Bangkok,, est un acteur, réalisateur, scénariste et compositeur américain.
Il est apparu dans plus de deux cents films et séries et a été nommé quatre fois aux Golden Globe Awards. Il est principalement connu pour son rôle dans la série Kung Fu, diffusée dans les années 1970, et dans le diptyque Kill Bill : Volume 1 / Volume 2 de Quentin Tarantino qui lui a fait retrouver le succès à la fin de sa carrière. Il y tient le rôle de Bill, l'antithèse du héros qu'il campait dans Kung Fu.

## Biographie
David Carradine est le fils de l'acteur John Carradine et le demi-frère des acteurs Keith Carradine et Robert Carradine.
Par ailleurs, il est aussi le quasi-frère de Michael Bowen (né d'une union ultérieure de sa belle-mère Sonia Sorel, mère de Keith et Robert).[réf. nécessaire]

### Carrière

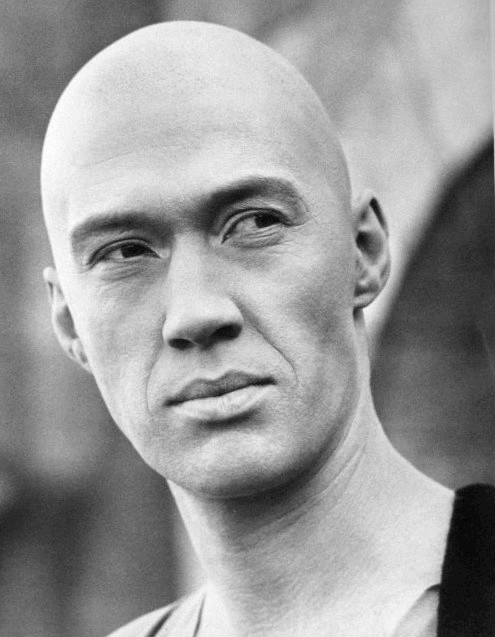
David Carradine dans le rôle de Caine, dans Kung Fu.

David Carradine a joué dans la série Kung Fu le rôle de Kwai Chang Caine, un moine shaolin d'origine à la fois chinoise et européenne. Il obtint le rôle au détriment de Bruce Lee. La série dura trois saisons, de 1972 à 1975. L'action se déroulait dans le Grand Ouest américain, celui des westerns. La série aida à populariser les arts martiaux et la philosophie asiatique. Elle immortalisa le personnage de Carradine sous le nom de « Petit Scarabée ». C'est un succès tant aux États-Unis qu'à l'étranger. Carradine est nommé pour un Emmy et un Golden Globe pour son rôle. La série connut une suite : Kung Fu, la légende continue.
Juste après la fin de la série, Carradine accepte un rôle de pilote automobile dans La Course à la mort de l'an 2000 en 1975. À ce propos, il déclare qu'il souhaite effacer son image de Caine de la série pour lancer sa carrière d'acteur au cinéma (« kill the image of Caine and launch a movie career »). Le film devint culte au sein de The Roger Corman exploitation. L'histoire est basée sur une nouvelle de science-fiction d'Ib Melchior intitulée The Racer.
En 1977, il joue ce qu'il considérera comme son meilleur rôle dans le film atypique, tourné en anglais, de Ingmar Bergman, qu'il admirait profondément : L'Œuf du serpent, aux côtés de Liv Ullmann. En 1983, il affronte Chuck Norris dans le film Œil pour œil.
Il a aussi joué le rôle de Tempus dans la série Charmed (épisode 22 de la première saison : Une journée sans fin).
En 2003-2004, il interprète, dans le diptyque Kill Bill : Volume 1 / Volume 2, le rôle de Bill, l'antagoniste du film de Quentin Tarantino, antithèse de son rôle de Caine dans Kung-Fu, ce qui relance sa carrière. En 2005, il apparaît dans le clip Burning Up des Jonas Brothers.
Son personnage de sage protecteur pratiquant le Kung Fu, redynamisé par son rôle dans Kill Bill, le fait participer à d'étranges productions telles que Le Fils du dragon ou La Légende de Crâne blanc.
Sa dernière apparition au cinéma est un petit rôle dans le film Stretch de Charles de Meaux. À titre d'hommage, le film s'ouvre par une séquence en voiture dans laquelle, en fond sonore, on entend à la radio l'annonce de la mort de David Carradine.

### Mort
David Carradine est mort dans la nuit du 3 au 4 juin 2009 à l'âge de 72 ans, à Bangkok en Thaïlande, alors qu'il participait au tournage du film Stretch du réalisateur français Charles de Meaux. Il a été retrouvé pendu dans sa chambre de l'hôtel Nai Lert Park.
La thèse du suicide a d'abord été évoquée, mais les derniers éléments de l'enquête font conclure à une mort accidentelle causée par un jeu sexuel qui aurait mal tourné. Selon l'expert légiste, il est mort d'un « accident auto-érotique ». Il restait à David Carradine trois jours de tournage sur le film de Charles de Meaux.
Il repose à Los Angeles, au cimetière des collines d'Hollywood de Forest Lawn.

### Vie privée
David Carradine se marie à cinq reprises : avec Donna Lee Becht de 1960 à 1968, avec Linda Gilbert de 1977 à 1983, avec Gail Jensen en 1988, avec Marina Anderson de 1998 à 2001 et, enfin, avec Annie Bierman en 2004.
Il a eu deux filles, Calista et Kansas, avec ses deux premières épouses, et un fils, Free, avec Barbara Hershey avec qui il a vécu de 1969 à 1975.

## Filmographie

### Acteur

#### Cinéma
- 1964 : Cinq Mille Dollars mort ou vif (Taggart) de R. G. Springsteen : Cal Dodge
- 1965 : Fièvre sur la ville (Bus Riley's Back in Town) de Harvey Hart : Stretch
- 1966 : Règlement au couteau (Too Many Thieves) d'Abner Biberman : Felix
- 1967 : The Violent Ones (en) de Fernando Lamas : Lucas Barnes
- 1969 : Au paradis à coups de revolver (Heaven with a Gun) de Lee H. Katzin : Coke Beck
- 1969 : La Vengeance du shérif (Young Billy Young) de Burt Kennedy : Jesse Boone
- 1969 : Un homme fait la loi (The Good Guys and the Bad Guys) de Burt Kennedy : Waco (chef de gang)
- 1970 : Le Clan des McMasters (The McMasters) d'Alf Kjellin : White Feather
- 1970 : Macho Callahan de Bernard L. Kowalski : David Mountford
- 1972 : Bertha Boxcar (Boxcar Bertha) de Martin Scorsese : Big' Bill Shelly
- 1973 : Le Privé (The Long Goodbye) de Robert Altman : Dave alias Socrates
- 1973 : Mean Streets de Martin Scorsese : Drunk
- 1975 : La Course à la mort de l'an 2000 (Death Race 2000) de Paul Bartel : Frankenstein
- 1975 : You and Me (en) de lui-même : Zeto
- 1976 : Cannonball! de Paul Bartel : Coy 'Cannonball' Buckman
- 1976 : En route pour la gloire (Bound for Glory) de Hal Ashby : Woody Guthrie
- 1977 : Un cocktail explosif (Thunder and Lightning) de Corey Allen : Harley Thomas
- 1977 : L'Œuf du serpent (The Serpent's Egg) d'Ingmar Bergman : Abel Rosenberg
- 1978 : Sauvez le Neptune (Gray Lady Down) de David Greene : Capt. Gates
- 1978 : Les Gladiateurs de l'an 3000 (Deathsport) d'Allan Arkush et Nicholas Niciphor (en) : Kaz Oshay
- 1978 : Le Cercle de fer (Circle of Iron) de Richard Moore : L'Homme Aveugle / Monkeyman / la Mort / Changsha
- 1979 : Je te tiens, tu me tiens par la barbichette de Jean Yanne : Le pratiquant des Arts Martiaux
- 1979 : Fast Charlie... the Moonbeam Rider de Steve Carver : Charlie Swattle
- 1980 : Le Gang des frères James (The Long Riders) de Walter Hill : Cole Younger
- 1980 : Cloud Dancer (en) de Barry Brown (en) : Brad Randolph
- 1982 : Safari 3000 (en) de Harry Hurwitz (en) : Eddie Mills
- 1982 : Épouvante sur New York (Q) de Larry Cohen : Detective Shepard
- 1982 : Trick or Treats (en) de Gary Graver : Richard
- 1983 : Œil pour œil (Lone Wolf McQuade) de Steve Carver : Rawley Wilkes
- 1983 : Americana (en) de lui-même : Le soldat américain
- 1984 : Kaine le mercenaire (en) (The Warrior and the Sorceress) de John C. Broderick (en) : Kain
- 1984 : Le Passeur (Río abajo) de José Luis Borau : Bryant
- 1986 : Dans les bras de l'enfer (en) (Behind Enemy Lines) de Gideon Amir : Col. James Cooper
- 1986 : Armés pour répondre ("Armed Response") de Fred Olen Ray : Jim Roth
- 1987 : Heartbeat de John Nicolella (en) : Homme jouant aux dés
- 1987 : Les Panzers de la mort (en) (The Misfit Brigade) de Gordon Hessler : Col. Von Weisshagen
- 1988 : Open Fire (en) de Roger Mende : Joe Rourke
- 1988 : Animal Protector de Mats Helge : Col. Whitlock
- 1988 : Marathon (Run for Your Life) de Terence Young : Major Charles Forsythe
- 1988 : Fatal Secret de Mats Helge et Anders Nilsson : Michael LeWinter
- 1988 : Crime Zone de Luis Llosa : Jason
- 1988 : Tropical Snow (en) de Ciro Durán : Oskar
- 1988 : Warlords de Fred Olen Ray : Dow
- 1989 : The Mad Bunch de Mats Helge et Arne Mattsson : Professeur Foxwood
- 1989 : Témoins en sursis (Nowhere to Run) de Carl Franklin : Harmon
- 1989 : Crime of Crimes d'Alfredo Zacarías : Capitaine
- 1989 : Les Magiciens du royaume perdu II (en)  (Wizards of the Lost Kingdom II) de Charles B. Griffith : Dark One
- 1989 : Sauf votre respect (Try This One for Size) de Guy Hamilton : Bradley
- 1989 : Night Children de Norbert Meisel : Max
- 1989 : Think Big (en) de Jon Turteltaub : Sweeney
- 1989 : Sonny Boy de Robert Martin Carroll : Pearl
- 1990 : Future Force (en) de David A. Prior : John Tucker
- 1990 : Dune Warriors de Cirio H. Santiago : Michael
- 1990 : Las Huellas del lince d'Antonio Gonzalo
- 1990 : Comme un oiseau sur la branche (Bird on a Wire) de John Badham : Eugene Sorenson
- 1990 : Future Zone (Future Force 2) de David A. Prior : John Tucker
- 1990 : Sundown : la guerre des vampires (en) (Sundown: The Vampire in Retreat) d'Anthony Hickox : Jozek Mardulak / Comte Dracula
- 1991 : Martial Law (en) de Steve Cohen : Dalton Rhodes
- 1991 : Capital Punishment de David Huey : Michael Maltin
- 1991 : Field of Fire de Cirio H. Santiago : Gen. Corman
- 1991 : Karate Cop (en) d'Alan Roberts : Dad
- 1991 : Project Eliminator de H. Kaye Dyal
- 1992 : Midnight Fear de William Crain (en) : Hanley
- 1992 : Qui a peur du diable ? (Evil Toons) de Fred Olen Ray : Gideon Fisk
- 1992 : À chacun sa loi (en) (Double Trouble) de John Paragon : M.. C
- 1992 : Waxwork 2 : Perdus dans le temps (Waxwork II: Lost in Time) d'Anthony Hickox : le clochard
- 1992 : Night Rhythms (en) de Gregory Dark (en) : Vincent
- 1992 : Roadside Prophets d'Abbe Wool : Othello
- 1992 : Animal Instincts (en) de Gregory Dark (en) : William Lamberti
- 1992 : Distant Justice de Tōru Murakawa : Joe Foley
- 1993 : Kill Zone (en) de Cirio H. Santiago : col. Horace Wiggins
- 1993 : Bitter End de Bill Henderson
- 1993 : Frontera Sur (ou Code Death) de Hugo Stiglitz
- 1994 : Dead Center de Steve Carver : Chavez
- 1994 : Cercasi successo disperatamente de Nini Grassia
- 1997 : Full Blast d'Eric Mintz : Maceo
- 1997 : L'Évasion (Macon County Jail) de Victoria Muspratt : Coley
- 1997 : The Good Life d'Alan Mehrez
- 1997 : Les Enragés (The Rage) de Sidney J. Furie : Lucas McDermott
- 1998 : Sublet de John Hamilton : Max Kaufman
- 1998 : Light Speed de Roger Mende
- 1998 : Lovers and Liars de Mark Freed : M.. Montague
- 1998 : Les Démons du maïs 5 : La Secte des damnés (Children of the Corn V: Fields of Terror) d'Ethan Wiley : Luke Enright
- 1998 : Les Naufragés du Pacifique (The New Swiss Family Robinson) de Stewart Raffill : Sheldon Blake
- 1998 : The Effects of Magic de Charlie et Chuck Martinez : L'Ébéniste
- 1998 : Fievel et le Trésor perdu (An American Tail: The Treasure of Manhattan Island) : Wulisso (voix)
- 1999 : Shepherd de Peter Hayman : Ventriloque
- 1999 : The Puzzle in the Air de Gino Cabanas : Le Général
- 1999 : Kiss of a Stranger de Sam Irvin : Sean O'Leary
- 1999 : Zoo d'Alexandra King : Drexel Turnquist
- 1999 : Knocking on Death's Door de Mitch Marcus : Doc Hadley
- 1999 : Tueur de démons (Natural Selection) de Mark Lambert Bristol : Dehoven
- 2000 : Femmes ou Maîtresses (The Donor) de Jean-Marie Pallardy : Mike Riordan
- 2000 : Nightfall (en) (Isaac Asimov's Nightfall) de Gwyneth Gibby : Gnomen
- 2000 : Dangerous Curves de Jeremiah Cullinane : Lemmy
- 2001 : G.O.D. de Dean Rusu : Norman Williams
- 2002 : Balto 2 : La Quête du loup (Balto II: Wolf Quest) de Phil Weinstein : Nava the Wolf Shaman (voix)
- 2002 : Wheatfield with Crows de Brent Roske (en) : Willem Vincent Sr.
- 2002 : Un mystérieux étranger (The Outsider) de Randa Haines : docteur Lucas Henry
- 2003 : American Reel (en) de Mark Archer (en) : James Lee Springer
- 2003 : Kill Bill : Volume 1 (Kill Bill: Vol. 1) de Quentin Tarantino : Bill
- 2003 : Bala perdida (es) de Pau Martínez : Michael Morrison
- 2004 : Dead and Breakfast de Matthew Leutwyler (en) : M.. Wise
- 2004 : Kill Bill : Volume 2 (Kill Bill: Vol. 2) de Quentin Tarantino : Bill alias Snake Charmer
- 2004 : Hair High de Bill Plympton : M.. Snerd (voix)
- 2004 : Last Goodbye de Jacob Gentry : Fred McGillicuddie
- 2004 : Max Havoc - La malédiction du dragon (en) (Max Havoc: Curse of the Dragon) d'Albert Pyun : Grand Maître
- 2005 : Brothers in Arms de Jean-Claude La Marre : Driscoll
- 2005 : Miracle at Sage Creek de James Intveld : Ike
- 2006 : La Secte (The Last Sect) de Jonathan Dueck : Van Helsing
- 2006 : Final move, échec et mat (Final Move) de Joey Travolta : capitaine Baker
- 2007 : Homo Erectus d'Adam Rifkin : Mookoo
- 2007 : Blizhniy Boy: The Ultimate Fighter d'Erken Ialgashev : Mikhail
- 2007 : Big Movie (Epic Movie) de Jason Friedberg et Aaron Seltzer : le conservateur du musée
- 2007 : Fall Down Dead (en) de Jon Keeyes (en) : Wade
- 2007 : Treasure raiders (en) de Brent Huff : Pierre
- 2007 : How to Rob a Bank d'Andrews Jenkins
- 2007 : The Trident (court-métrage) d'Anurag Mehta : The Shopkeeper
- 2007 : Permanent Vacation  de W. Scott Peake : un vieil homme
- 2007 : Fuego (en) de Damian Chapa : Lobo
- 2007 : Le Grand Stan (Big Stan) de Rob Schneider : le maître
- 2008 : The Golden Boys de Daniel Adams : capitaine Zeb
- 2008 : Camille de Gregory Mackenzie : Cowboy Bob
- 2008 : Kandisha de Jérôme Cohen-Olivar : un Américain
- 2008 : En route pour l'enfer (Hell Ride) de Larry Bishop : The Deuce
- 2008 : Last Hour (en) de Pascal Caubet : Det. Mike Stone
- 2008 : Course à la mort (Death Race) de Paul W. S. Anderson : Frankenstein
- 2008 : My Suicide de David Lee Miller (en) : Vargas
- 2009 : Absolute Evil (en) d'Ulli Lommel : Raf McCane
- 2009 : Bad Cop de Damian Chapa : Det. Humes
- 2009 : Road of No Return de Parviz Saghizadeh : M.. Hover
- 2009 : Hyper Tension 2 (Crank 2) de Mark Neveldine et Brian Taylor : Poon Dong
- 2009 : Autumn de Steven Rumbelow (en) : Philip
- 2009 : Break de Marc Clebanoff : The Bishop
- 2009 : Su Qi-Er de Woo-ping Yuen : Anton
- 2009 : The Rain Chronicles de Douglas Schulze
- 2009 : Portland de Matthew Mishory
- 2010 : Six Days in Paradise de John Vidor : Vernon Billings
- 2010 : Detention (en) de James D.R. Hickox : Principle Hoskins
- 2010 : Money to Burn de Roger Mende : Klau
- 2010 : True Legend : Anton
- 2010 : White crane
- 2011 : Stretch : Devon Saymout
- 2012 : Eldorado (en) : le guide
- 2013 : La Nuit du Templier de Paul Sampson : l'épicier

#### Télévision
- 1964 : Le Virginien (The Virginian) (série) : The Utah Kid
- 1966 : Shane (série) : Shane
- 1967 : Cimarron (Cimarron Trip) (série) : Gene Gauge
- 1967 : Johnny Belinda (en) (téléfilm) : Locky
- 1969-1971 : L'Homme de fer (Ironside) (série) : Frank Carlson
- 1970 : Les Règles du jeu (The Name of the Game) (série) : Jason
- 1971 : Gunsmoke (série) : Clint
- 1971 : Maybe I'll Come Home in the Spring (en) (téléfilm) : Flack
- 1972-1975 : Kung Fu (série) : Kwai Chang Caine
- 1979 : Mister Horn (téléfilm) : Tom Horn
- 1980 : Gauguin the Savage (en) (téléfilm) : Paul Gauguin
- 1980 : Terreur à Hadleyville (High Noon, part II: The Return of Will Kane) (téléfilm) : Ben Irons
- 1983-1984 : L'Homme qui tombe à pic (The Fall Guy) (série) : Caretaker
- 1984 : Jalousies (Jealousy) (téléfilm) : Bobby Dee
- 1984 : Supercopter (Airwolf) (série) : Dr. Robert Winchester
- 1985 : L'Ange du mal (en) (The Bad Seed) (téléfilm) : Leroy Jessup
- 1985-1986 : Nord et Sud (North and South) (mini-série) : Justin LaMotte
- 1986 : Kung Fu: The Movie (téléfilm) : Kwai Chang Caine
- 1987-1989 : Matlock (série) : Steve Mazarowski
- 1989 : Mannequin sous haute protection (en) - ou Duo de choc, duo de charme - (The Cover Girl and the Cop) (téléfilm) : Zachary Slade
- 1991 : Deadly Surveillance (téléfilm) : lieutenant
- 1993-1997 : Kung Fu, la légende continue (Kung Fu: The Legend Continues) (série) : Kwai Chang Caine
- 1994 : L'Aigle et le Cheval (The Eagle and the Horse) (téléfilm) : John Freemont
- 1996 : Nosferatu: The First Vampire (téléfilm) : Host
- 1997 : Last Stand at Saber River (téléfilm) : Duane Kidston
- 1997 : Docteur Quinn, femme médecin (Dr. Quinn, Medecine Woman) (série) : Houston Currier
- 1997 : Le Trésor perdu des conquistadors (Lost Treasure of Dos Santos) (téléfilm) : Martin Shaw
- 1999 : Charmed (série) : Tempus
- 1999 : Profiler (série) : Christopher Joe Allman
- 1999 : Agence Acapulco (Acapulco H.E.A.T) (série)
- 2000 : Les Grandes Retrouvailles (By Dawn's Early Light) (téléfilm) : Nick Decker
- 2000 : Associées pour la loi (Family Law) (série) : Andrew Weller
- 2001 : Le Nettoyeur (Down 'n Dirty) : Gil Garner
- 2001 : Tessa à la pointe de l'épée (Queen of Swords) (série) : le Serpent
- 2001 : The Defectors (téléfilm) : Garret
- 2001 : Largo Winch (Largo Winch: The Heir) (téléfilm) : Nério Winch
- 2002 : Un mystérieux étranger (The Outsider) (téléfilm) : Dr. Lucas Henry
- 2003-2004 : Alias (série) : Conrad
- 2004 : Lizzie McGuire  (série) : David Carradine
- 2006 : Medium (série) : le frère de Jessica
- 2006 : Le Fils du dragon (Son of the Dragon) (mini-série) : Bird
- 2008 : Kung Fu Killer (en) (téléfilm) : Crane
- 2009 : Mental (série) : Gideon Graham
- 2010 : Dinocroc vs. Supergator (téléfilm) : Jason Drake

### Producteur
- 1981 : Americana (en) de lui-même
- 1986 : Kung Fu: The Movie (téléfilm) de Richard Lang
- 1988 : Crime Zone de Luis Llosa
- 1989 : Crime of Crimes d'Alfredo Zacarías
- 1990 : Future Force (en) de David A. Prior
- 1991 : Project Eliminator de H. Kaye Dyal
- 2007 : Richard III (téléfilm) de Scott Anderson
- 2009 : Road of No Return de Parviz Saghizadeh

### Réalisateur

#### Cinéma
- 1974 : You and Me (en)
- 1981 : Americana (en)

#### Télévision
- 1972 : Kung Fu (série)
- 2001 : Lizzie McGuire (série)

## Distinctions

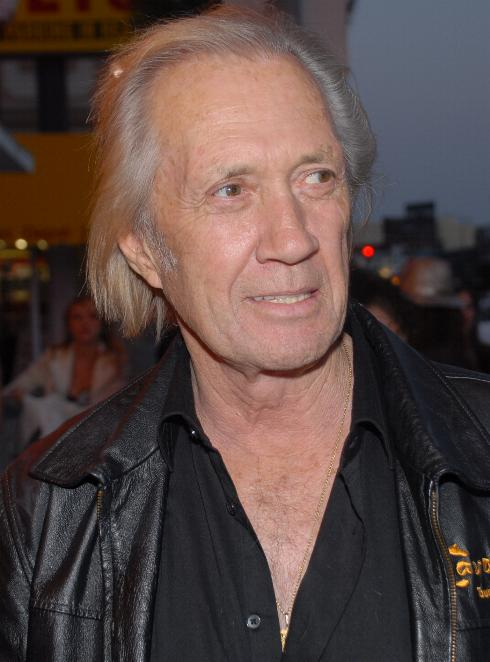
David Carradine en 2008.

- Academy of Science Fiction, Fantasy & Horror Films, USA : 2005, Saturn Award du Best Supporting Actor pour Kill Bill: Vol. 2 (2004)
- Action on Film International Film Festival, USA : 2005, Lifetime Achievement Award
- Capri, Hollywood : 2004, Capri Legend Award
- Emmy Awards : 1973, nommé dans la catégorie « Outstanding Continued Performance by an Actor in a Leading Role » (Drama Series - Continuing) pour son rôle dans la série Kung Fu (1972)
- Golden Boot Awards : 1998, Golden Boot
- Golden Globes, USA :
  - 2005, nommé dans la catégorie « Best Performance by an Actor in a Supporting Role in a Motion Picture » pour son rôle dans Kill Bill: Vol. 2 (2004)
  - 1986, nommé dans la catégorie « Best Performance by an Actor in a Supporting Role in a Series, Mini-Series or Motion Picture Made for TV » pour son rôle dans Nord et Sud (North and South) (1985)
  - 1977, nommé dans la catégorie « Best Motion Picture Actor - Drama » pour son rôle dans Bound for Glory (1976)
  - 1974, nommé dans la catégorie « Best TV Actor - Drama » pour son rôle dans la série Kung Fu (1972)
- National Board of Review, USA : 1976, remporte le NBR Award dans la catégorie Best Actor pour son rôle dans Bound for Glory (1976)
- Online Film Critics Society Awards : 2005, nommé pour l'OFCS Award dans la catégorie « Best Supporting Actor » pour son rôle dans Kill Bill: Vol. 2 (2004)
- Satellite Awards : 2005, nommé pour un Golden Satellite Award dans la catégorie « Best Actor in a Supporting Role, Drama » pour son rôle dans Kill Bill: Vol. 2 (2004)
- TP de Oro, Spain : 1974 remporte le TP de Oro dans la catégorie « Best Foreign Actor (Mejor Actor Extranjero) » pour son rôle dans la série Kung Fu (1972)
- Walk of Fame : 1997, Star on the Walk of Fame, Television, le 1er avril 1997, au 7021 Hollywood Blvd.

## Voix françaises
| - Marc de Georgi dans : - Kung Fu (série télévisée) - Un cocktail explosif - Sauvez le Neptune - Mister Horn - Le Gang des frères James - Nord et Sud (mini-série) - Marathon - Comme un oiseau sur la branche - Sundown - Kung Fu, la légende continue (série télévisée) - Charmed (série télévisée) - Les Naufragés du Pacifique - Aux portes du cauchemar (série télévisée) - Joël Martineau dans : - Martial Law - À chacun sa loi - Alias (série télévisée) - Brothers in Arms | - Michel Creton dans : - En route pour la gloire - L'Œuf du serpent - François Marthouret dans : - Kill Bill : Vol. 1 - Kill Bill : Vol. 2 et aussi - Jacques Thébault dans La Vengeance du Shérif - Jacques Deschamps dans Un homme fait la loi - Georges Poujouly dans Macho Callahan - Roger Crouzet dans Le Clan des McMasters - Dominique Collignon-Maurin dans Bertha Boxcar - Philippe Dumat dans Le Privé - Edmond Bernard dans La Course à la mort de l'an 2000 - Georges Aminel dans Le Cercle de fer - Bernard Tiphaine dans Supercopter (série télévisée) - Jean Barney dans Dans les bras de l'enfer - Philippe Catoire dans Mannequin sous haute protection (téléfilm) - Frédéric Cerdal dans Qui a peur du diable ? - Saïd Amadis dans Fievel et le Trésor perdu (voix) - Gérard Rouzier dans La Secte - Jean Lescot dans Hyper Tension 2 |